# Lienzo de Quauhquechollan

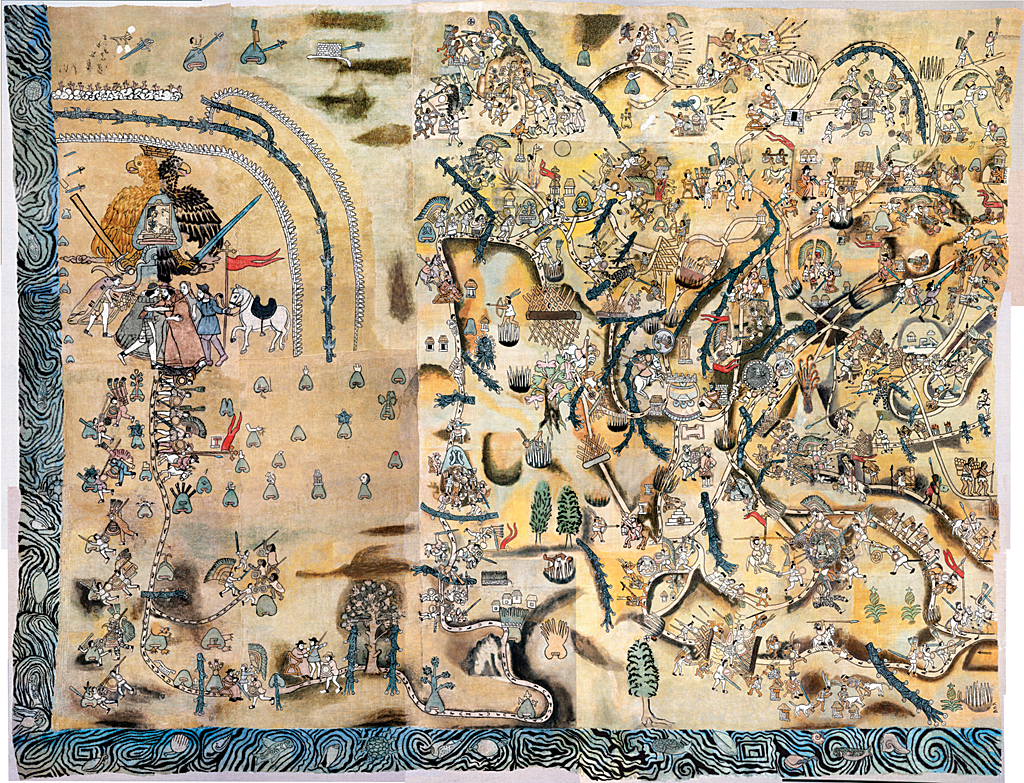
Fotografía del Lienzo de Quauhquecholan después de su restauración en 2009.

El Lienzo de Quauhquechollan es un códice náhuatl del siglo XVI, en la que los indígenas quauhquecholtecas dejaron plasmada su visión de la conquista española.
En 1520 los habitantes de la comunidad náhuatl de Quauhquechollan (hoy Huaquechula, en el estado de Puebla) se aliaron con el conquistador Jorge de Alvarado, hermano de Pedro de Alvarado "Tonatiuh", y participaron después como co-conquistadores en las campañas militares de los españoles, a cambio de ser liberados de la opresión mexica, ganando así importantes privilegios por parte del Emperador Carlos V, que buscaban confirmar a través del documento pictográfico. 

Imagen del lienzo antes de su restauración

El lienzo original se halla en el Museo Regional de Cholula, en Puebla, México; y la investigación sobre el contenido del mismo se debe a Florine Asselbergs, de la Universidad de Leiden, Holanda, autora de Conquered Conquistadors. El mismo muestra la ruta que recorrieron los quauhquecholtecas, al mando del conquistador Jorge de Alvarado, durante la conquista de los reinos que había en lo que ahora se conoce como Guatemala. Este no sólo es una de las pocas fuentes que existen sobre las expediciones de la conquista sino también el primer mapa geográfico que se conoce de aquel país centroamericano.
La ruta que recorrieron los quauhquecholtecas, al mando de Jorge de Alvarado, durante la conquista de Guatemala, puede ser revivida por medio de la historia narrada en el Lienzo de Quauhquechollan cuya restauración digital fue emprendida por la Universidad Francisco Marroquín, de Guatemala, como parte de su programa "Exploraciones sobre la Historia".

El término lienzo se utiliza para definir un tipo de pintura en tela que utilizaban los indígenas de Mesoamérica para transmitir información. Formaba parte de un sistema que combinaba narraciones orales con imágenes pictográficas. Los símbolos estilizados eran estándares acordados y comprendidos por los habitantes de las distintas sociedades. En idioma español, la palabra lienzo significa paño de tela.